# نهائي بطولة أمم أوروبا للسيدات 2025
نهائي بطولة أمم أوروبا للسيدات 2025 (بالإنجليزية: UEFA Women's Euro 2025 final) هي مباراة كرة القدم الختامية لتحديد المنتخب الفائز في بطولة أمم أوروبا للسيدات 2025. أقيمت مباراة النهائي بين حامل اللقب إنجلترا وإسبانيا في 27 يوليو 2025 على سانت ياكوب بارك في بازل، سويسرا، فازت إنجلترا بالمباراة بنتيجة 3-1 بركلات الترجيح، بعد تعادلها 1-1 في الوقت الإضافي، لتُحرز لقبها الثاني في بطولة أوروبا للسيدات والثاني على التوالي، كانت هذه أول مرة يفوز فيها منتخب إنجلترا الأول ببطولة كرة قدم كبرى تُقام خارج أرضه، حيث استضافت إنجلترا كأس العالم 1966 وبطولة أمم أوروبا للسيدات 2022.
حجزت إنجلترا مقعدها في النهائي بفوز مثير على إيطاليا في جنيف يوم الثلاثاء، بينما تغلبت إسبانيا على ألمانيا في زيورخ حيث يسعى المنتخبين للفوز بنهائي بطولة أوروبا للسيدات الرابعة عشرة، في مباراة تجمع المنتخبين في تكرارٍ نهائي كأس العالم للسيدات 2023.
تسعى إنجلترا لأن تصبح ثاني فريق بعد ألمانيا، ينجح في الدفاع عن لقبها، بينما تسعى إسبانيا إلى التتويج بلقبها الأول في بطولة أوروبا للسيدات.
وهذه هي المرة الأولى التي يفشل فيها أحد الفائزون السابقون وهم السويد، النرويج، ألمانيا، وهولندا في الوصول إلى النهائي منذ بدء البطولة في عام 1984.
سبق للفريقين المواجهة ثلاث مرات في بطولة أمم أوروبا للسيدات، كانت أولى المواجهات ضمن مرحلة المجموعات في بطولة أمم أوروبا للسيدات 2013 وانتهت بفوز إسبانيا على إنجلترا بنتيجة 3-2، ثاني مواجهة ضمن مرحلة المجموعات في بطولة أمم أوروبا للسيدات 2017 وانتهت بفوز إنجلترا على إسبانيا بنتيجة 2-0، وآخرها ضمن مواجهة ربع نهائي في بطولة أمم أوروبا للسيدات 2022 وانتهت بفوز إنجلترا على إسبانيا بنتيجة 2-1، بعد ذلك ألتقى المنتخبين في نهائي كأس العالم للسيدات 2023 في سيدني، حيث منحت اللاعبة أولغا كارمونا منتخب إسبانيا الفوز بنتيجة 1-0. هذه هي المرة الأولى التي يتكرر فيها نهائي كأس العالم للسيدات في بطولة أوروبا للسيدات التالية. كان آخر لقاء جمعها عام 2025 حيث التقيا المنتخبين في ضمن دوري الأمم الأوروبية للسيدات 2025. في مواجهة الذهاب فازت إنجلترا في بهدف جيس بارك على ملعب ويمبلي. وفي مواجهة الإياب تأخرت إسبانيا في الشوط الأول بهدف من أليسيا روسو، لكنها عادت لتفوز في المباراة بنتيجة 2-1 بعد هدفين من كلاوديا بينا على ملعب آر سي دي إي، وتتأهل على حسب منتخب إنجلترا في نهائيات دوري الأمم الأوروبية للسيدات 2025.
تدخل مدربة منتخب إنجلترا سارينا ويجمان بخبرة كبيرة، حيث فازت في آخر نسختين من بطولة أوروبا للسيدات مع منتخب هولندا في بطولة أمم أوروبا للسيدات 2017 ومع منتخب إنجلترا في بطولة أمم أوروبا للسيدات 2022، على الرغم من أنهما كانتا منتخبات البلد الدولة، في مشاركاتها الأربع السابقة في بطولة أوروبا وكأس العالم مع كلا البلدين، وصل فريقها إلى النهائي في كل مرة. على الجانب الآخر تطمح إسبانيا إلى تتويج ثالث بعد تحقيق كأس العالم ودوري الأمم الأوروبية، إذا فازت إسبانيا فستكون أول دولة تفوز بجميع بطولات المنتخبات الوطنية الحالية للاتحاد الأوروبي لكرة القدم، رجالًا ونساءً، كبارًا وشبابًا، كرة قدم (بطولة الأمم الأوروبية، بطولة الأمم الأوروبية للسيدات، دوري الأمم الأوروبية، دوري الأمم الأوروبية للسيدات، بطولة الأمم الأوروبية تحت 21 عامًا، بطولة الأمم الأوروبية تحت 19 عامًا، بطولة الأمم الأوروبية للسيدات تحت 19 عامًا، بطولة الأمم الأوروبية تحت 17 عامًا، بطولة الأمم الأوروبية للسيدات تحت 17 عامًا).

## الفرق
| فريق    | الظهور في نهائيات بطولة أمم أوروبا للسيدات (الخط الغليظ للأرقام يشير لسنة التتويج باللقب) |
| ------- | ----------------------------------------------------------------------------------------- |
| إنجلترا | 3 (1984، 2009، 2022)                                                                      |
| إسبانيا | لم يسبق له الظهور في النهائي.                                                             |

## المكان
يعتبر ملعب سانت ياكوب بارك هو ملعب حديث نسبيًا؛ بدأ بناؤه في 13 ديسمبر 1998، ليحل محل ملعب سانت جاكوب السابق. وقد مُنح الملعب 4 نجوم من الاتحاد الأوروبي لكرة القدم (UEFA)، وهو أعلى عدد من النجوم يُمنح لملعب بهذا الحجم. بالنسبة لبطولة كأس الأمم الأوروبية للسيدات 2025، ملعب سانت ياكوب بارك في بازل، المعروف أيضًا باسم جوجيلي، هو أكبر ملعب كرة قدم في سويسرا. سيستضيف خمس مباريات ضمن بطولة أمم أوروبا للسيدات 2025، المباراة الافتتاحية في 2 يوليو 2025، ومباراتان أخريان في دور المجموعات في 8 و13 يوليو 2025، ومباراة ربع النهائي في 19 يوليو 2025، والمباراة النهائية في 27 يوليو 2025.
|                                                         |  |
| الطاقة الاستيعابية: 38,512 متفرج                        |  |
| مكان استضافة مباراة نهائي بطولة أمم أوروبا للسيدات 2025 |  |

## الطريق إلى النهائي

### إنجلترا
| مباراة      | الخصم   | النتيجة      |
| ----------- | ------- | ------------ |
| 1           | فرنسا   | 1–2          |
| 2           | هولندا  | 4–0          |
| 3           | ويلز    | 6–1          |
| ربع النهائي | السويد  | 2–2 (3–2 ج.) |
| نصف النهائي | إيطاليا | 2–1 (ب.و.إ.) |

لدى إنجلترا لقبٌ للدفاع عنه، لكن حاملة لقب أوروبا لا تملك طريقًا سهلًا للوصول إلى النهائي. في مجموعة الموت، حققت فرنسا بداية رائعة في مشوارها في بطولة كأس الأمم الأوروبية للسيدات 2025 بفوزها 2-1 على إنجلترا حاملة اللقب في المجموعة الرابعة وجاء فوز فريق لوران بونادي بفضل الأداء الدفاعي القوي والهيمنة في المواجهات الفردية والانتقالات الهجومية السريعة والفعالة.
بعد بداية واعدة لإنجلترا، سيطرت فرنسا على مجريات اللعب خلال أربع دقائق قرب نهاية الشوط الأول. أظهرت الجناحة الفرنسية دلفين كاسكارينو قدرتها على الركض خلف دفاع إنجلترا قبل أن تمرر عرضية مباشرة إلى ماري أنطوانيت كاتوتو لتفتتح التسجيل. بعد ثلاث دقائق، ضاعفت فرنسا تقدمها. هذه المرة، استلمت المهاجمة ساندي بالتيمور الكرة على يسار الهجوم الفرنسي قبل أن تستغل تردد دفاع إنجلترا لتسدد كرة قوية بقدمها اليمنى في مرمى هانا هامبتون. كانت التحولات الهجومية الفرنسية نموذجًا يحتذى به في الكفاءة والسرعة والتنفيذ التكتيكي. جاء كل هدف من استغلال المساحات، بعد الفوز بالاستحواذ، استغلت فرنسا خط الدفاع العالي لإنجلترا وعدم تنظيمها في الانتقالات من خلال التمريرات الرأسية المباشرة خلف خط الدفاع، وكذلك من خلال سرعة لاعبين مثل كاسكارينو، الذي استغل المساحة خلف الظهير الأيسر لإنجلتر جيس كارتر، بفضل مساهمة كاسكارينو في اختراق فرنسا، وتهديدها الهجومي المستمر طوال المباراة، نالت اللاعبة البالغة من العمر 28 عامًا جائزة أفضل لاعبة في المباراة.
تجاورت إنجلترا الهزيمة في مباراتها الافتتاحية في بطولة أوروبا 2025 لتسحق هولندا وتنعش آمالها في التأهل إلى ربع النهائي سجلت مهاجمة تشيلسي لورين جيمس، التي انتقلت إلى مكان على الأطراف عقب الانتقادات التي وجهت لها بسبب أداء خط وسط فريقها في الخسارة أمام فرنسا، هدفين حيث ساعدت على تحقيق الفوز بسهولة جاء هدفها الأول بعد مرور 22 دقيقة فقط، عندما سددت الكرة في الزاوية اليمنى من على حافة منطقة الجزاء بعد تمريرة طويلة من حارسة المرمى هانا هامبتون أثناء بناء الهجمة. وعاد فريق سارينا ويجمان إلى مستواه المتميز، حيث دافع بشكل جيد وفاز بالكرة في وسط الملعب، وسيطر بهدوء على مجريات اللعب عوضت جورجيا ستانواي، التي كانت تشعر بخيبة أمل بسبب أدائها أمام فرنسا، بتسجيلها هدف ومضاعفة تقدم إنجلترا في الوقت بدل الضائع من الشوط الأول واختتمت جيمس أداءها بهدفها الثاني في الدقيقة 60 عندما انقضت على الكرة المرتدة من تسديدة إيلا تون، قبل أن تسجل تون لاعبة مانشستر يونايتد هدفها بنفسها في الدقيقة 67. ولم تشكل هولندا تهديدا كبيرا وستضطر إلى بذل الكثير من الجهد للتأهل عندما تواجه فرنسا متصدرة المجموعة في مباراتها الأخيرة يوم الأحد بينما ستحاول إنجلترا التغلب على ويلز صاحبة التصنيف الأدنى والتي لم تحصل على أي نقطة.
تأهلت إنجلترا إلى ربع نهائي بطولة كأس الأمم الأوروبية 2025 بفوزها الساحق على ويلز، التي تأكد خروجها من البطولة بعد ثلاث هزائم متتالية كان فريق سارينا ويجمان يعلم أن الفوز سيضمن له مكانه في دور الثمانية حيث سيواجهون السويد. افتتحت جورجيا ستانواي التسجيل من نقطة الجزاء بعد أن رصد حكم الفيديو المساعد التحاما مع كاري جونز وهي لاعبة خط الوسط داخل منطقة الجزاء واضافت لاعبة وسط مانشستر يونايتد إيلا تون بعد ذلك بقليل، هدف ثانيا حيث سددت الكرة المرتدة في سقف المرمى، قبل أن تصنع الهدفين للورين هيمب وأليسيا روسو في أداء قاسٍ في الشوط الأول. وبينما تراجع الهجوم الإنجليزي في الشوط الثاني، نجحت البديلة بيث ميد في ترك بصمتها، بعد أن تجاوزت جوزفين جرين داخل منطقة الجزاء لتسجل الهدف الخامس لإنجلترا بعد عمل جيد من أجي بيفير جونز وانضمت مهاجمة تشيلسي بيفير جونز إلى التشكيلة، حيث أضاف هدفًا في وقت متأخر قبل صافرة النهاية، لم تتراجع هيمنة إنجلترا، وظهر لنتب ويلز، الذ ينافس في أول بطولة كبرى لها المستوى العالي الذي تتنافس فيه فرق النخبة في أوروبا. كان هناك بعض حاولة أثرت لويلز عندما سددت هانا كاين الكرة بقوة في مرمى حارسة المرمى هانا هامبتون في الدقيقة 76 من الشوط الثاني، مما تسبب في اندلاع احتفالات من المشجعين خلف المرمى لكنها كانت ليلة أيضًا مؤلمة بالنسبة لفريق ريان ويلكينسون، الذي خسر جميع مبارياته الثلاث في دور المجموعات أمام فرنسا وهولندا وإنجلترا، مسجلاً هدفين واستقبل شباكها 13 هدفًا.
فازت لاعبات منتخب إنجلترا على السويد بركلات الترجيح المثيرة في دور الثمانية لتضمن الظهور في الدور نصف النهائي للمرة الثالثة على التوالي بعدما حققت إنجلترا عودةً رائعةً لمواصلة الدفاع عن لقبها الأوروبي بفوزها على السويد في ركلات ترجيحية مثيرة في ربع النهائي. سددت المدافعة لوسي برونز، سابع لاعبة تنفيذ ركلات جزاء لإنجلترا، التي سددتها بقوة في سقف المرمى قبل أن تُسددها سميلا هولمبرغ لاعبة السويد فوق العارضة في نهاية ركلات ترجيحية، سجلت السويد ركلتين فقط من أصل سبع ركلات ترجيح، حيث تصدت حارسة مرمى إنجلترا هانا هامبتون لاثنتين منها، بينما تصدت نظيرتها السويدية جينيفر فالك لأربع ركلات جزاء وأضاعت فرصة الفوز بها عندما وضعت كرتها فوق العارضة.
جاء فوز فريق سارينا ويجمان بعد أن قلب تأخره بهدفين نظيفين قبل 11 دقيقة من نهاية الوقت الأصلي، ليُجبر المباراة على الاحتكام إلى الوقت الإضافي في زيورخ. كانت السويد قد تقدمت بهدفين نظيفين بعد 25 دقيقة عن طريق القائدة كوسوفاري أسلاني ومهاجمة أرسنال ستينا بلاكستينيوس، بينما عانت إنجلترا من صعوبة في خلق فرص التسجيل لكن تمكنت برونز سجلت برأسها من تمريرة عرضية من كلوي كيلي قبل 11 دقيقة من النهاية ثم سددت البديل الشاب ميشيل أجيمانج الكرة بهدوء في مرمى فالك من مسافة قريبة بعد لحظات.
في مباراة تصف النهائي تقدمت باربرا بونانسيا لإيطاليا في الشوط الأول، قبل أن تلجأ فيغمان إلى لاعبات مقاعد البدلاء لخطف المباراة، وقد أثمرت جهودها وحققت إنجلترا حاملة اللقب، عودةً أخرى لتصل إلى نهائي يورو 2025 بفوزٍ في اللحظات الأخيرة على إيطاليا في الوقت الإضافي، أبقت المهاجمة الشابة ميشيل أجيمانج إنجلترا في البطولة عندما دخلت بديلةً لتُعادل النتيجة في الدقيقة 96 من الوقت الأصلي ومع تبقي دقيقة واحدة على نهاية الوقت الإضافي، سددت زميلتها البديلة كلوي كيلي الكرة المرتدة في المرمى بعد تصدي حارسة المرمى لركلة جزاءها، لتقود إنجلترا المتألقة إلى النهائي، ونهايةً مثيرةً دراميةٍ أخرى في سويسرا، حيث خطف لاعبو إنجلترا البدلاء الأضواء مرةً أخرى، ورفض فريق سارينا ويجمان التخلي عن الدفاع عن لقبه، بوصولا إلى النهائي تسعى فيغمان للفوز بلقب يورو ثالث على التوالي كمدربة، بينما يخوض منتخب إنجلترا نهائي بطولة كبرى ثالث على التوالي.
استمرت اللاعبة البالغة من العمر 19 عامًا أجيمانج من آثبات نجاحها بتسجيل هدفها الثاني في البطولة - كلاهما بعد مشاركتها مقاعد البدلاء مُسددةً الكرة بدقةٍ في مرمى الحارسة لورا جولياني.

### إسبانيا
| مباراة      | الخصم    | النتيجة      |
| ----------- | -------- | ------------ |
| 1           | البرتغال | 5–0          |
| 2           | بلجيكا   | 6–2          |
| 3           | إيطاليا  | 3–1          |
| ربع النهائي | سويسرا   | 2–0          |
| نصف النهائي | ألمانيا  | 1–0 (ب.و.إ.) |

بعد فوزها بكأس العالم للسيدات على إنجلترا في عام 2023، تدحل إسبانيا عازمة على تكرار نفس الشيء في نهائي بطولة أوروبا 2025. مع تلقيها ثلاثة أهداف فقط خلال البطولة، كان طريق إسبانيا إلى النهائي مقنعًا نسبيًا، لكنه لم يخلو من مواجهة صعبة في نصف النهائي، حيث تطلب الأمر وقتًا إضافيًا لتأمين مكان في النهائي.
قبل المباراة، وقف الجمهور دقيقة صمت حدادًا على وفاة مهاجم ليفربول والبرتغال، ديوغو جوتا، الذي توفي في حادث سيارة صباح الخميس، برفقة شقيقه أندريه سيلفا، فازت إسبانيا على البرتغال بنتيجة في مباراة الذهاب 4-2 وبنتيجة في مباراة الإياب 7-1 في دوري الأمم الأوروبية، والمرشحة الأبرز للفوز بهذه المباراة في برن، سويسرا، ولم تحتاج سوى 87 ثانية لافتتاح التسجيل، انطلقت إسبانيا في بطولة يورو 2025 بطريقة قوية كما كان متوقعًا، حيث سجلت هدفين في أول سبع دقائق وتضمن تقريبًا ثلاث نقاط في مباراتها الافتتاحية. مررت أولغا كارمونا تمريرة رائعة من عمق المنطقة اليسرى، استحوذت عليها إستر غونزاليس على كتفها قبل أن تُسددها المهاجمة في الشباك.
وتبع ذلك الهدف الثاني بعد ست دقائق عندما مررت جناحة أرسنال ماريونا كالدينتي كرة عرضية منخفضة، حوّلتها فيكي لوبيز، البالغة من العمر 18 عامًا إلى داخل الشباك، ثم قدمت كالدينتي تمريرة حاسمة رائعة، حيث استلمت أليكسيا بوتيلاس تمريرتها العرضية ببراعة، لتتوغل داخل منطقة الجزاء وتضيف الهدف الثالث بهدوء، في مباراة من طرف واحد سجلت غونزاليس الهدف الرابع قبل نهاية الشوط الأول، مستغلةً ارتداد كرة عرضية من كلوديا بينا من القائم وأضافت البديلة كريستينا مارتن-برييتو الهدف الخامس في الدقيقة الثالثة من الوقت بدل الضائع للشوط الثاني برأسية قوية بعد تمريرة عرضية من سلمى بارالويلو وتهني المباراة بهزيمة ساحقة بنتيجة 5-0.
استمر أداءاه الثابت حيث واجهوا بلجيكا في ستوكهورن أرينا، على الرغم من أن النتيجة كانت متعادلة بعد 52 دقيقة. بعد التعادل مرتين في المباراة، لم تتمكن بلجيكا من الرد على هجوم عنيف في الشوط الثاني، واستسلمت في النهاية لهزيمة 6-2. مع تأكيد التأهل تقريبًا قبل مباراة دور المجموعات الأخيرة ضد إيطاليا، أجرت إسبانيا ستة تغييرات على التشكيلة الأساسية التي هزمت بلجيكا 6-2. بعدد من التغييرات على التشكيلة الأساسية، ولكن لم يتغير شيء في إصرار إسبانيا. فازت إسبانيا بنتيجة 3-1، على الرغم من تأخرها بهدف نظيف بعد مرور 10 دقائق فقط. وسجلت أثينا ديل كاستيلو وباتريشيا جيخارو وجونزاليس هدفي إسبانيا. انهت إسبانيا دور المجموعات 14 هدفا و3 أهداف في مرماها لتأهل إلى ربع النهائي.
في ربع النهائي كانت سويسرا، الدولة المضيفة هي التالية لإسبانيا، وبعد أن سجلت أربع نقاط فقط لتضمن مكانها في ربع النهائي، كان من المتوقع أن تواجه ليلة صعبة. على الرغم من انتهاء الشوط الأول بالتعادل السلبي، كان الضغط يتزايد على سويسرا، التي كانت تحت ضغط شديد طوال الشوط الأول، تم كسر الجمود في الدقيقة 66، حيث سجلت أثينا ديل كاستيلو هدفها الثاني في البطولة. بعد خمس دقائق، كانت كلوديا بينا في متناول اليد لتضاعف تقدم بلادها، بتسديدة من مسافة بعيدة. بسبب تفاوت الأداء وضغط هجومية بواقع 23 تسديدة مقابل أربع تسديدات لسويسرا، واستحواذها على الكرة بنسبة 73% مقابل 27% لسويسرا أكدت إسبانيا مكانها في نصف نهائي بطولة أوروبا.
كانت مواجهة نصف النهائي ضد ألمانيا، بطلة أوروبا ثماني مرات، مهمةً أصعب. وكما هو الحال مع سويسرا، لم تتمكن إسبانيا من هزّ الشباك مبكرًا كما فعلت مرارًا في دور المجموعات. وبينما استحوذ فريق مونتسي تومي على الكرة، بذلت ألمانيا قصارى جهدها، واختبرت حارسة المرمى كاتا كول في مناسبات عديدة ورغم أن ألمانيا واجهت وقتًا إضافيًا وركلات جزاء في فوزها على فرنسا في ربع النهائي، إلا أن إسبانيا لم تلعب أكثر من 90 دقيقة، وكان الوقت الإضافي في الأفق والنتيجة متعادلة. بعد مرور 13 دقيقة من الوقت الإضافي، كانت أيتانا بونماتي، الحائزة على جائزة الكرة الذهبية للسيدات مرتين متتاليتين، هي من افتتحت التسجيل بتسديدة يمنى من زاوية ضيقة حاولت ألمانيا لكنها في النهاية لم تتمكن من التعادل، حيث خسرت 1-0، لتبلغ إسبانيا نهائي بطولة أوروبا للسيدات لأول مرة.

## قبل المباراة
إذا انتهت المباراة بالتعادل في نهاية الوقت الأصلي، يُلعب شوطان إضافيان مدة كل منهما 15 دقيقة. إذا سجل أحد الفريقين أهدافًا أكثر من الآخر خلال الوقت الإضافي، يُعلن فائزًا، حُسمت ثلاث مباريات نهائية سابقة في الوقت الإضافي فازت ألمانيا على النرويج بنتيجة 3-1 في ألبورغ عام 1991، ثم بعد عقد من الزمن، تغلبت على السويد بنتيجة 1-0 في أولم بفضل هدف ذهبي من كلوديا مولر. لكن في عام 2022، انقلبت الأمور في ويمبلي عندما سجلت كلوي كيلي هدفًا لتمنح إنجلترا الفوز على ألمانيا بنتيجة 2-1. إذا استمرت النتيجة بالتعادل بعد الوقت الإضافي، يُحدد الفائز بركلات الترجيح. وكانت المباراة النهائية الوحيدة التي امتدت إلى ركلات الترجيح هي الأولى، عام 1984، عندما تغلبت السويد على إنجلترا في لوتون في نهاية مباراة فاصلة وحيدة من مباراتين.

### حكام المباراة
في 26 يوليو 2025، أعلنت لجنة حكام الاتحاد الأوروبي لكرة القدم عن فريق تحكيم المباراة النهائية، بقيادة الحكم الفرنسية ستيفاني فرابارت البالغة من العمر 41 عامًا من الاتحاد الأوكراني لكرة القدم. يتكون فريق الحكام لبطولة من عدةبلدتن، حيث يضم الطاقم التحكيمي مساعدة الفرنسية كاميل سوريانو، الإيطالية فرانشيسكا دي مونتي والحكمة رابعة إيطالية ماريا سولي فيريري كابوتي، وحكم المساعد الاحتياطي سوزان كونغ من سويسرا، فيما يساعدها حكم تقنية الفيديو الفرنسي ويلي ديلاجو ويساعدانه كريستيان دينجيرت من ألمانيا و دينيس هيغلر من هولندا.

## المباراة

### تفاصيل النهائي
| إنجلترا                                     | 1–1 (ب.و.إ.) | إسبانيا                                    |
| ------------------------------------------- | ------------ | ------------------------------------------ |
| روسو 57'                                    | تقرير        | 25' كالدينتي                               |
| ركلات الترجيح                               |              |                                            |
| - ميد - غرينوود - تشارلز - ويليامسون - كيلي | 3–1          | - غويغارو - كالدينتي - بونماتي - بارالويلو |

| إنجلترا | إسبانيا |

| GK              | 1  | هانا هامبتون      |     |      |
| RB              | 2  | لوسي برونز        | 59' | 106' |
| CB              | 6  | ليا ويليامسون (c) |     |      |
| CB              | 16 | جيسيكا كارتر      |     |      |
| LB              | 5  | أليكس غرينوود     |     |      |
| CM              | 10 | إيلا تون          |     | 87'  |
| CM              | 4  | كيرا والش         |     |      |
| CM              | 8  | جورجيا ستانواي    |     | 115' |
| RF              | 11 | لورين هيمب        | 95' |      |
| CF              | 23 | أليسيا روسو       | 58' | 71'  |
| LF              | 7  | لورين جيمس        |     | 41'  |
| قائمة البديلات: |    |                   |     |      |
| GK              | 13 | آنا مورهاوس       |     |      |
| GK              | 21 | كهيارا كيتينغ     |     |      |
| CB              | 12 | مايا لو تيسييه    |     |      |
| CB              | 15 | إسم مورغان        |     |      |
| DF              | 22 | لوتي ووبن موي     |     |      |
| LB              | 3  | نيف تشارلز        |     | 106' |
| MF              | 14 | غريس كلينتون      |     | 115' |
| MF              | 20 | جيس بارك          |     |      |
| FW              | 9  | بيث ميد           |     | 87'  |
| FW              | 17 | ميشيل أغيمانغ     |     | 71'  |
| FW              | 18 | كلو كيلي          |     | 41'  |
| FW              | 19 | آغي بيفر-جونز     |     |      |
| المدرب:         |    |                   |     |      |
| سارينا ويجمان   |    |                   |     |      |

| GK              | 13 | كاتا كول               |  |      |
| RB              | 2  | أونا باتل              |  |      |
| CB              | 4  | إيرين باريديس (c)      |  |      |
| CB              | 14 | لايا اليكساندري        |  |      |
| LB              | 7  | أولغا كارمونا          |  | 106' |
| CM              | 6  | أيتانا بونماتي         |  |      |
| CM              | 12 | باتريشيا غويغارو       |  |      |
| CM              | 11 | أليكسيا بوتياس         |  | 71'  |
| RF              | 10 | أثينا ديل كاستيو       |  | 89'  |
| CF              | 9  | إستر غونزاليس          |  | 89'  |
| LF              | 8  | ماريونا كالدينتي       |  |      |
| قائمة البديلات: |    |                        |  |      |
| GK              | 1  | إستر سولاستريس         |  |      |
| GK              | 23 | أدريانا نانكلاريس      |  |      |
| RB              | 3  | جانا فرنانديز          |  |      |
| CB              | 5  | ماريا مينديز           |  |      |
| LB              | 15 | ليلى وهابي             |  | 106' |
| DM              | 22 | مايتي زوبييتا          |  |      |
| MF              | 19 | فيكي لوبيز             |  | 89'  |
| FW              | 16 | كريستينا مارتين برييتو |  |      |
| FW              | 17 | لوسيا غارسيا           |  |      |
| FW              | 18 | سلمى بارالويلو         |  | 89'  |
| FW              | 20 | كلاوديا بينا           |  | 71'  |
| FW              | 21 | ألبا ردوندو            |  |      |
| المدرب:         |    |                        |  |      |
| مونتس تومي      |    |                        |  |      |

| افضل لاعبة في المباراة: هانا هامبتون (إنجلترا) الحكام المساعدون: كاميل سوريانو (فرنسا) فرانشيسكا دي مونتي (إيطاليا) الحكم الرابع: ماريا سولي فيريري كابوتي (إيطاليا) حكم مساعد احتياطي: سوزان كونغ (سويسرا) حكم تقنية الفيديو المساعد: ويلي ديلاجو (فرنسا) مساعد حكم تقنية الفيديو المساعد: كريستيان دينجرت (ألمانيا) دينيس هيجلر (هولندا) |  | قواعد المباراة - تقام نهائي المسابقة من مباراة واحدة بنظام خروج المغلوب. - مدة المباراة 90 دقيقة مقسمة إلى شوطين مدة كل شوط 45 دقيقة. - في حال استمرار التعادل بعد الوقت الإضافي، يلجأ الفريقان إلى ركلات الجزاء الترجيحية - تواجد اثنى عشر لاعب على مقاعد البدلاء، ويمكن إجراء ما يصل إلى خمسة تبديلات، مع السماح بسادس في الوقت الإضافي. |

ملاحظة
1. ↑  يُمنح كل فريق ثلاث فرص لإجراء التبديلات، مع فرصة رابعة في الوقت الإضافي، باستثناء التبديلات التي تُجرى في الشوط الأول، قبل بدء الأشواط الإضافية وما بين الشوطين الإضافيين.

### إحصائيات
| إحصائية              | إنجلترا | إسبانيا |
| -------------------- | ------- | ------- |
| الأهداف المسجلة      | 0       | 1       |
| إجمالي التسديدات     | 6       | 7       |
| التسديدات على المرمى | 3       | 2       |
| التصديات             | 1       | 3       |
| استحواذ الكرة        | 36%     | 64%     |
| ركلات ركنية          | 1       | 1       |
| الأخطاء المرتكبة     | 1       | 4       |
| حالات تسلل           | 1       | 0       |
| بطاقات صفراء         | 0       | 0       |
| بطاقات حمراء         | 0       | 0       |

| إحصائية              | إنجلترا | إسبانيا |
| -------------------- | ------- | ------- |
| الأهداف المسجلة      | 1       | 0       |
| إجمالي التسديدات     | 4       | 11      |
| التسديدات على المرمى | 2       | 4       |
| التصديات             | 4       | 1       |
| استحواذ الكرة        | 48%     | 52%     |
| ركلات ركنية          | 1       | 4       |
| الأخطاء المرتكبة     | 6       | 3       |
| حالات تسلل           | 0       | 1       |
| بطاقات صفراء         | 2       | 0       |
| بطاقات حمراء         | 0       | 0       |

| إحصائية              | إنجلترا | إسبانيا |
| -------------------- | ------- | ------- |
| الأهداف المسجلة      | 0       | 0       |
| إجمالي التسديدات     | 0       | 6       |
| التسديدات على المرمى | 0       | 1       |
| التصديات             | 1       | 0       |
| استحواذ الكرة        | 37%     | 63%     |
| ركلات ركنية          | 1       | 2       |
| الأخطاء المرتكبة     | 9       | 3       |
| حالات تسلل           | 0       | 1       |
| بطاقات صفراء         | 1       | 0       |
| بطاقات حمراء         | 0       | 0       |

| إحصائية              | إنجلترا | إسبانيا |
| -------------------- | ------- | ------- |
| الأهداف المسجلة      | 1       | 1       |
| إجمالي التسديدات     | 10      | 24      |
| التسديدات على المرمى | 5       | 7       |
| التصديات             | 6       | 4       |
| استحواذ الكرة        | 40%     | 60%     |
| ركلات ركنية          | 3       | 7       |
| الأخطاء المرتكبة     | 16      | 10      |
| حالات تسلل           | 1       | 2       |
| بطاقات صفراء         | 3       | 0       |
| بطاقات حمراء         | 0       | 0       |